# Emiliano Marcondes
Emiliano Marcondes Camargo Hansen (Hvidovre, 9 marzo 1995) è un calciatore danese di origini brasiliane, attaccante del Norwich City.

## Carriera

### Club
Emiliano Marcondes muove i suoi primi passi nella giovanili dell'Hvidovre, prima di trasferirsi tra le file del Nordsjælland. Dopo aver fatto tutta la trafila delle giovanili con la squadra di Farum, viene convocato in Prima squadra, con la quale il 7 Aprile 2013 esordisce nel campionato danese. Con i danesi disputa cinque stagioni, collezionando 119 presenze e 38 goal. È stato votato Superliga Player of the Year ai Danish Football Awards 2017.
Nel dicembre 2017 viene acquistato a titolo definitivo dal Brentford, squadra militante nella seconda serie inglese, con il trasferimento che diventa ufficiale il 1º Gennaio 2018. Con gli inglesi firma un contratto di 3 anni e mezzo. Il suo percorso tra le file degli inglesi è condizionato da un infortunio al piede, che lo ha tenuto lontano dai campi fino alla fine del novembre 2018, e successivamente da un infortunio ai legamenti della caviglia, che lo ha fermato per ulteriori 3 mesi. Alla fine della stagione 2018-2019, dopo aver collezionato 26 presenze e nessuna rete, lascia il club in prestito per sei mesi.
Il 2 settembre 2019, viene ceduto in prestito fino al 31 dicembre 2019 ai danesi del Midtjylland. Conclude la sua esperienza nel club di Herning con 12 presenze e 2 gol. Il 1º gennaio 2020 ritorna al Brentford e, cinque giorni dopo, fa il suo secondo esordio contro lo Stoke City nel terzo turno di FA Cup.
Nel 2020-2021 va a segno nella finale play-off vinta 2-0 contro lo Swansea City che consente al club di tornare in Premier dopo 74 anni di assenza.
Nonostante quel gol a fine anno resta svincolato dal Brentford, e il 2 luglio 2021 viene ceduto a titolo definitivo al Bournemouth.

### Nazionale
Ha esordito con la maglia della Nazionale under-21 nel 2015, venendo poi convocato nel 2017 per gli Europei di categoria.